# Wołost Michajłowskaja (obwód pskowski)
Wołost Michajłowskaja (ros. Михайловская волость) – jednostka administracyjna (osiedle wiejskie) wchodząca w skład rejonu łokniańskiego w оbwodzie pskowskim w Rosji.
Centrum administracyjnym osiedla jest wieś (ros. деревня, trb. dieriewnia) Michajłow Pogost.

## Geografia
Powierzchnia osiedla wynosi 963,9 km².

## Historia
26 stycznia 1995 roku wszystkie sielsowiety obwodu pskowskiego zostały przemianowane na wołostu, co skutkowało również powstaniem wołostu Michajłowskaja.

## Demografia
W 2020 roku osiedle wiejskie zamieszkiwało 2117 mieszkańców.

## Miejscowości
W skład jednostki administracyjnej wchodzi 135 miejscowości (wyłącznie dieriewnie): Aborino, Akulino, Aleksiejewo, Aleksino, Alfimowo, Ambaszkino, Ancyfierowo, Antipowo, Artiomkino, Asanowo, Bajłowo, Bieleno, Bogdanowo, Bolszoj Bor, Borodino, Boszariewo, Bułygino, Czernicznik, Diemidowo, Dorka, Doroncowo, Driechowo, Dubinino, Esino, Fiedorkowo, Filkowo, Fiłowo, Fiodorowskoje, Gorki, Griazi, Grichnowo, Griszyno, Griwki, Ignatowo, Isakowo, Isakowo, Iwancewo, Iwanichino, Iwańkowo, Jachnowo, Jamno, Jamy, Jeriemiejewo, Juchowo, Kalistowo, Kalitkino, Kamienka, Kaśkowo, Kinikowo, Kitowo, Kładowicy, Koncy, Kononowo, Końszowo, Kopytowo, Kozino, Krasnyj Hołm, Kriwcy, Kuszkowo, Lewkowo, Leżakino, Lowkowo, Łobki, Łukino, Łukowiszczi, Łutowo, Maksimicha, Małyj Bor, Małyszewo, Markowo, Martjanowo, Maszutino, Michajłow Pogost, Mierlakowo, Mikulino, Miritinicy, Miszkowo, Mołofiejewo, Morozowo, Niewieżyno, Niwki, Nowaja, Oriechow Brod, Orieszkowo, Osinowka, Osipowo Sieło, Ostaszkino, Owincziszcze, Ozierki, Pachowo, Paszkowo, Pawłowo, Pierchowo, Pieriełuczje, Polszyno, Poniuszyno, Prokopino, Puziewo, Pyplino, Raćkowo, Rodionkowo, Rogatkino, Rożnowo, Rykajłowo, Rysino, Sachnowo, Sadiba, Satanino, Sawino, Siwcewo, Smyk, Sriednieje, Starostino, Staryje Lipy, Swielebino, Swietłowo, Swinuchowo, Szczipaczowo, Tigoszczi, Trufanowo, Utiechino, Waśkowo, Waulino, Wierietje Buchowskoje, Wierietje Kirowskoje, Wołkowo, Wozniesienskoje, Zachod, Zarieczje, Zielechowo, Zwieriniec, Żarki, Żelezowo, Żurkowo, Żylino.